# Galium semiamictum
Galium semiamictum är en måreväxtart som beskrevs av Michail Klokov. Galium semiamictum ingår i släktet måror, och familjen måreväxter. Inga underarter finns listade i Catalogue of Life.